# Syngamia camillusalis
Syngamia camillusalis là một loài bướm đêm trong họ Crambidae.